# San Andrés Tenejapan
San Andrés Tenejapan är en kommun i Mexiko.   Den ligger i delstaten Veracruz, i den sydöstra delen av landet, 230 km öster om huvudstaden Mexico City. Antalet invånare är 2 488. Arean är 24,7 kvadratkilometer.
Terrängen i San Andrés Tenejapan är varierad.
Följande samhällen finns i San Andrés Tenejapan:
- Quiniatla
- Tierra Colorada
- Encino Grande
- Teopancahualco
- La Cumbre de San Andrés
- Petlacala